# افغانستان در ۱۹۲۹
رویدادهایی که در سال ۱۹۲۹ میلادی در افغانستان رخ داده‌اند، در ادامه بیان شده‌اند. جنگ داخلی افغان از سال قبل ادامه پیدا کرد.

## متصدیان
- پادشاه –
  - الی ۱۴ ژانویه – امان‌الله خان
  - ۱۴ ژانویه تا ۱۷ ژانویه – عنایت الله خان
  - ۱۷ ژانویه تا ۱۶ اکتبر – حبیب‌الله کلکانی
  - از ۱۶ اکتبر به بعد – محمد نادر شاه
- نخست‌وزیر –
  - الی ژانویه – شیر احمد
  - ژانویه تا ۱ نوامبر – شیر گیان
  - از ۱ نوامبر به بعد – محمد هاشم خان

## ۷ ژانویه
امان‌الله برای این‌که بتواند شینواری‌ها را آرام کند اعلامیهٔ صادر نموده و در آن بیشتر اصلاحات خود مانند آموزش زنان، خدمت اجباری نظامی و پوشیدن لباس اروپایی را لغو می‌کند، وی همچنین وعده می‌دهد تا شورایی را که متشکل از روحانیون، اشراف و مقامات است تشکیل داده تا در راستای بازنگری قانون و مرور تصمیمات که در لویه جرگه اتخاذ شده، به وی همکاری نمایند. اما حالا خیلی دیر شده‌است و تلاش‌هایش نمی‌تواند او را نجات دهد. هنگامی‌که بچه سقاو حملات خود را در ۹ ژانویه از سر می‌گیرد، امان‌الله می‌تواند با کمک هوایی روسیه حملات وی را دفع نماید، اما شینواری‌ها از سوی دیگر خواستار اعترافات بیشتر وی هستند و در واقع برای براندازی وی از تخت پادشاهی مصمم به‌نظر می‌رسند. امان‌الله که خود را از مقاومت در برابر آن‌ها عاجز می‌یابد، به تاریخ ۱۴ ژانویه از سمت پادشاهی به نفع برادر خود عنایت الله خان استعفا می‌دهد، عنایت الله کسی است که برای ده سال یک زندگی خصوصی داشته‌است. بلافاصله پس از استعفا، وی موفق می‌شود راه خود را به قندهار باز کند، جایی که قبایل هنوز هم به وی وفا دار بودند. او خانم خود، ملکه ثریا را چندی قبل به آن‌جا فرستاده‌است. تغییر در پادشاهی تنها سقوط دودمان امان‌الله را سرعت می‌بخشد. بچه سقاو به حملات خود بر شهر کابل فشار بیشتر وارد می‌کند و موفق می‌شود تا کنترل کامل شهر را در ۱۷ ژانویه در دست گیرد. عنایت الله پس از تنها سه روز پادشاهی از سلطنت سلب می‌شود و بچه سقاو خود را تحت نام حبیب‌الله غازی به عنوان امیر اعلام می‌نماید. به عنایت الله اجازه داده می‌شود تا با اعضای خانواده خود به‌طور مصون از هواپیماهای بریتانیایی به پیشاور انتقال داده شود، وی پس از مدت کوتاهی دوباره به برادر خود در قندهار ملحق می‌شود.

## ژانویه
رسانه‌های روسی و آلمانی به صدای بلند دولت بریتانیا را متهم به برانگیختن جنگ داخلی در افغانستان می‌کنند. این اتهام که هیچ مدرکی در پشت آن نبود به‌طور رسمی رد می‌گردد. حکومت هندوستان تدابیر جدی در دست می‌گیرد تا از وارد شدن قبایل آن‌سوی مرز در جنگ افغانستان جلوگیری نماید.

## ۲۱ ژانویه
امان‌الله که در قندهار تحت فشار اقوام خود قرار داشت، به‌طور رسمی استعفای خود را ابطال نمود و مجدداً خود را شاه اعلام می‌کند. در همین وقت نیرویی که طرف‌دار وی است در ولایت غزنی، میان قندهار و کابل، شروع به جمع‌شدن می‌کنند. قبایلی که در نواحی شرقی افغانستان زندگی دارند، نیز میلی به پذیرفتن حبیب‌الله ندارند، چون از یک سو آن‌ها به‌خاطر تاجیک بودن حبیب‌الله و این‌که وی یک پشتون نیست نسبت به وی به دیده شک می‌نگرند و از سوی دیگر آن‌ها ترجیح می‌دهند تا مستقل باشند. از این‌رو قلمرو امیر به‌طور نسبی تنها در برگیرنده یک بخش کوچک کشور است که بیشتر شامل کابل و ولسوالی‌های شمال آن می‌شود، جای که مردم قبیله وی در آن‌جا زندگی دارند. چون حبیب‌الله سواد ندارد، هیچ هم‌دردی با اصلاحات امان‌الله نشان نمی‌دهد و رژیم سابقه را در کابل بازمی‌گرداند.

## انتهای ژانویه
هرچند تا این مقطع هیچ خارجی در کابل مورد اذیت قرار نگرفته‌است و هیچ نشانه‌ای از جنبش ضد خارجی هم در آن‌جا دیده نمی‌شود، اما حکومت هندوستان نسبت به بی‌اعتمادی که به حاکم جدید در امر برقراری نظم دارد، تصمیم می‌گیرد تا به تمامی شهروندان بریتانیایی توصیه نماید که شهر کابل را ترک کنند و برای خروج آن‌ها هواپیما می‌فرستد. تخلیه شهروندان خارجی در اوایل فوریه آغاز می‌شود و تقریباً تا اواخر ماه ادامه می‌یابد. علاوه بر اتباع بریتانیا که بیشتر اهل هندوستان هستند، تعداد زیادی شهروندان ترکیه و سایر ملیت‌ها نیز توسط هواپیماهای بریتانیایی به پیشاور منتقل می‌گردند. این عملیات نجات با خارج شدن سر فرانسیس هامفریس که فرستاده بریتانیا است و آخرین همکار وی در ۲۵ فوریه به پایان می‌رسد. هواپیماهای بریتانیای در خلال دو ماه حدود ۶۰۰ نفر را طی هفتاد و دو پرواز و بدون هیچ تلفات و تقریباً بدون هیچ رویداد بد از کابل به پیشاور انتقال می‌دهد. –یک دست‌آورد قابل ملاحظه، با در نظر داشت ارتفاع کوه‌های که باید از آن عبور گردد و سرمای شدید. بعد از خارج شدن «سر فرانسیس هامفریس»، تنها دیپلمات‌هایی که افغانستان را ترک نکرده‌اند شامل سفیران روسیه و ترکیه و شارژدافرهای ایران و آلمان هستند.

## اوایل فوریه
شینواری‌ها و سایر قبایل که در همسایگی آنها قرار دارد به سلطنت علی احمد خان (کسی بعد از ورود حبیب‌الله به کابل خود را در جلال‌آباد امیر اعلام کرد) همانند سلطنت امان‌الله هیچ رغبتی نشان ندادند و شکست سنگینی را در منطقه جگدلک به وی تحمیل کردند. تقریباً در همین زمان مردمان قبایل وارد جلال‌آباد شده و شهر را به تاراج بردند. در جریان همین تاراج یک انبار پودر انفجار نموده و صدها نفر را به قتل می‌رساند و شهر را به لبه نابودی می‌کشاند. قبایلی که از علی احمد حمایت نموده بودند حالا بیعت خود را به امیر کابل پیشکش می‌کنند، اما بقیه قبایل مستقل می‌مانند و در میان یکدیگر به نزاع می-پردازند. علی احمد راه قندهار را در پیش می‌گیرد و در آنجا نخست توسط امان‌الله زندانی می‌شود، اما چندین بعد دوباره آزاد می‌گردد.

## فوریه و مارس
حبیب‌الله مشغول نبرد نظامی با قبایل تاگاری و وردگ در جنوب کابل است. وی موفق می‌شود آن‌ها را مغلوب یا آرام کند. در نتیجه راه خود به‌سوی غزنی را باز می‌کند، جای که ملک غوث الدین از قبیله احمدزی غلجی خود را امیر اعلام نموده‌است. در این جریان امان‌الله در قندهار است و هیچ حرکتی انجام نمی‌دهد، هرچند افراد وابسته به وی تلاش می‌کند تا در شرق افغانستان نظر مردم را به‌سوی وی جلب کنند، که بعداً ناموفق ثابت می‌شود. امان‌الله اعتماد به نفس اندکی از خود نشان می‌دهد و گاهی جداً فکر می‌کند که به هرات برود، اما تنها چیزی که وی را از رفتن بازمی‌دارد، احترام به اعتراض‌های مردم قندهار است که می‌گویند این چنین یک قدم به آن‌ها ضرر سنگینی وارد خواهد کرد. میر اکبر از لاوارجی (لندی کوتل) که یک مرد شناخته شده قبیله شینواری بود از حبیب‌الله حمایت کرد، هنگام سوگند وفاداری شاه از میر اکبر درخواست کرد تا به کابل بی‌آید و در مورد قبایل به وی اطمینان دهد. این پیشنهاد پذیرفته شد و به‌خاطر میر اکبر شینواری بود که شاه قدرت خود را به‌دست‌آورد.

## ۶ مارس
شاه نادر خان، عضو خانواده شاهی که در حال گذراندن دوران بازنشتگی خود در ریویرا است و هم‌زمان رخدادها و پسرفت تدریجی کشور خود را با نگرانی عمیق تماشا می‌کند، دوباره به افغانستان بازمی‌گردد. وی در سال ۱۹۱۹ وزیر جنگ بود و برای خود موقف ویژهٔ در میان قبایل پیدا کرده بود. وی در ۱۹۲۵ به علت اختلاف نظر با شاه امان‌الله به عنوان فرستاده افغانستان به فرانسه می‌رود، اما بعد از دو سال اشغال وظیفه از موقف خود کنار رفت و به‌خاطر صحت خود در ریویرا به زندگی خود ادامه داد. وی حالا مصمم است تا به سرزمین مادری خود بازگردد تا ظاهراً از منافع بستگان خود محافظت کند. اما در واقع می‌خواهد ببیند که آیا می‌تواند صلح و وحدت را در کشور خود بازگرداند یا خیر. وی به تاریخ ۲۵ فوریه به پیشاور می‌رسد، همان روزی که سر فرانسیس هامفریس نیز به آن‌جا می‌رسد. به تاریخ ۶ مارس به همراه یکی از برادران خود سردار شاه ولی خان از مرز عبور می‌کند. حبیب‌الله برای استقبال از وی در کابل آمادگی داشت، اما وی به‌جای این‌که به کابل بی‌آید به نزد یکی از برادران دیگر خود سردار شاه محمود خان که در خوست بود، می‌رود. حبیب‌الله پس از این کار فوراً دستور می‌دهد تا خانه وی را در کابل تاراج و برخی اعضای خانواده او را زندانی می‌کند. نادر خود را به هیچ‌یک از رقبای امیر وابسته نمی‌داند و در عوض تلاش می‌کند تا از یک جرگه دعوت نماید تا این جرگه در مورد امیر کل کشور تصمیم بگیرد. هم‌زمان وی سعی می‌کند تا حبیب‌الله را قانع نماید که به تصمیمات این جرگه احترام بگذارد. نادر خان به وی نامهٔ می‌نویسد و می‌گوید که وی با اعلام کردن که خود به عنوان شاه اشتباه کرده‌است، چون وی اصلاً لیاقت این موقف را ندارد و از وی دعوت می‌کند تا یک کنفراس برای انتخاب حاکم جدید راه اندازی کند، همچنین می‌افزاید که اگر وی همکاری نکند، او (نادر خان) از تأثیرگذاری که بالای مردم قبایل دارد بر علیه وی استفاده می‌کند. نادر پس از مدت کوتاهی یک نامه دیگر به حبیب‌الله می‌نویسد که مزین با کلمات بسیار آشتی آمیز است، نادر در این نامه به حبیب‌الله اطمینان می‌دهد که اگر به نفع امان‌الله یا یکی از اعضای خانواده شاهی از سلطنت کنار برود، وی به‌طور کامل و با عزت مورد بخشش قرار می‌گیرد. این رفتارهای دوستانه هیچ نتیجه‌ای در پی ندارد.

## آوریل
حکومت شوروی مشکوک می‌شود که ایران می‌خواهد بخشی از خاک هرات را ضمیمه کشور خود نماید و یک هشدار قطعی مبنی بر عدم این کار به آن کشور صادر می‌کند. جنگ در شمال افغانستان باعث برخی تاخت و تازها در قلمرو روسیه نیز می‌گردد و در نتیجه روسیه بعضی اقدامات پیش‌گیرانه را در پیش می‌گیرد اما مداخله نظامی نمی‌کند.
یک تعداد نیروی نظامی روسیه تحت فرمان ویتالی پریماکوف به تاریخ ۱۵ آوریل با قیافه افغان‌ها وارد افغانستان می‌شود تا از امان‌الله حمایت کند، برخی قلمرو افغانستان را می‌گیرند، اما سپس در اواخر ماه می مجبور به ترک افغانستان می‌شوند.
نیروهای امان‌الله در نهایت به‌سوی شمال حرکت می‌کنند و بدون هیچ‌گونه مقاومت به مُقُر می‌رسند. هم‌زمان حبیب‌الله از کابل به سمت جنوب حرکت کرده و به تاریخ ۱۹ آوریل با نیروهای امان‌الله در غزنی روبرو می‌شود و با کمک غلجی‌ها شکست سنگینی به نیروهای امان‌الله وارد می‌کند. امان‌الله باری در مُقُر مقاومت نموده، اما به دلیل رفتار خصمانه مردمان قبیله مجبور می‌شود تا در ۱۴ می از آن‌جا نیز برود. امان‌الله بعد از این شکست امید خود برای تقلا/کوشش را از دست می‌دهد و به تاریخ ۲۳ می همراه با برادر خود عنایت الله افغانستان را ترک می‌کند. در این دوران در سایر مناطق کشور نیز بخت به همراه حبیب‌الله بود. در شمال و مرز ترکستان شوروی پرچم امان‌الله توسط سردار علی غلام نبی خان کسی که قبلاً فرستاده دولت در مسکو بود بلند می‌شود. سید حسین نیز در همین منطقه پرچم حبیب‌الله را بلند می‌کند، غلام را مغلوب می‌سازد و در نهایت در اواخر ژوئن وی را مجبور به عبور از مرز روسیه می‌کند. سردار عبدالرحیم خان در ۴ می هرات که در غرب کشور است را به نام امیر کابل تصرف می‌کند.

## ۹ می
نادر خان که در ولسوالی خوست برای خود نیرو جمع کرده‌است شروع به پیشروی به‌سوی کابل می‌کند، اما با نیروی که از کابل فرستاده شده‌است در برکی دره لوگر مقابل شده و شکست می‌خورد، این شکست بیشتر به دلیل خیانت متحد وی امیر غزنی است. نیروهای حبیب‌الله تا اواخر ماه می قندهار را بدون هیچ‌گونه مقاومت تصرف می‌کند و امیر احمد علی را دست‌گیر و به عنوان زندانی به کابل می‌فرستد، وی بعداً در ماه جولای اعدام می‌شود. بعد از این شکست نادر خان مطلقاً تمامی منابع خود را از دست می‌دهد؛ با این وجود هنوز هم نادر از جهت تأثیری که روی قبایل دارد و وفاداری برادران‌اش از جمله سر سخت‌ترین رقیب حبیب‌الله محسوب می‌گردد. حالا حبیب‌الله تلاش داشت تا از در آشتی با وی پیش بی‌آید و یک کنفرانس را پیشنهاد می‌نماید. نادر خان اما شرط می‌گذارد که نخست وی باید از سلطنت استعفا دهد، چیزی که امیر به آن راضی نمی‌شود.

## ۱۶ ژوئن
نادر خان موفق می‌شود حمایت یک جرگه مهم قبایل را به‌دست‌آورد، این جرگه توسط حضرت صاحب شور بازار که یک رهبر مذهبی تأثیرگذار است در منطقه شیشرک در نزدیکی گردیز برگزار می‌شود. هم‌زمان امیر حبیب‌الله جنگ را آغاز نموده‌است و نیروی را برای باز پس‌گیری گردیز در دره لوگر، جای‌که نادر خان در مارس تصرف کرده بود، می‌فرستد. تلاش نخست این نیروها به تاریخ ۱۳ ژوئن برای پس‌گیری منطقه توسط قبایل پراکنده می‌شود، اما تلاش بعدی که چند روز بعدتر در ۲۵ ژوئن انجام می‌شود موفقیت‌آمیز است. اما پیشروی بیشتر نیروهای امیر به دلیل خصومت مردمان قبایل امکان‌پذیر نیست. در طول چندین ماه بعدی رقابت تبلیغاتی فعال میان امیر از یک سو و نادرخان و برادران وی از سوی دیگر برای به‌دست آوردن حمایت قبایل جریان دارد. به تدریج نادرخان این رقابت را برنده می‌شود و حمایت قبایل را به‌دست می-آورد. وی در اواسط جولای یک تهاجم ناچیز انجام می‌دهد اما به شکست مواجه می‌گردد. نیروهای وی در ۲۲ آگست یک حمله قاطعانه بر گردیز انجام می‌دهند و در نهایت می‌توانند آن‌جا را مجدداً تصرف کنند، اما نمی‌توانند آن را نگهدارند. امیر به تازه‌گی با هزاره‌های غرب کابل که خاری پهلوی وی بودند صلح نموده‌است و حالا می‌تواند مردان بیشتری را برای جنگ با نادر خان بفرستد و موفقیت وی را خنثی نماید. قبیله درانی در اوایل سپتامبر، والی و سربازان امیر را از شهر قندهار بیرون می‌کنند. از نقطه نظر نظامی این شکست پی‌آمدهای سنگینی ندارد، اما از نظر اقتصادی ارتباط کابل را با منبع اصلی تأمین مواد غذایی قطع می‌کند که در نتیجه بهای نان در کابل بسیار بالا می‌رود.

## ۱۵ سپتامبر
نیروهای حبیب‌الله تحت فرمان‌دهی برادر وی حمید الله باز هم برتری خود را در میدان جنگ به نمایش می‌گذارند و لشکری که محمد هاشم خان برادر نادرخان از میان مردم قبایل شرق افغانستان جمع‌آوری کرده‌است را در منطقه گندمک در نزدیکی جلال‌آباد شکست سنگین می‌دهد. هرچند این موفقیت به‌سود امیر است، اما نه زیاد. جنگ‌های پی‌هم چهار ماه گذشته منابع وی را تهی کرده‌است و ناتوانی وی در از سرگیری ارتباطات با هندوستان باعث شده تا این منابع دوباره پر نگردند. نادر خان از سوی دیگر تأثیر خود بر قبایل را تقویت بخشیده‌است و با آغاز ماه اکتبر ارتش وی تحت فرمان‌دهی برادرش شاه ولی خان به حدی تقویت شده‌است که بتواند از دره لوگر به سوی کابل پیشروی کند. نیروهای امیر به تاریخ ۶ اکتبر در بیرون از کابل با ارتش نادرخان روبرو می‌شود و به سختی مغلوب می‌گردند. مقاومت آن‌ها سریعاً از هم می‌پاشد. شاه ولی خان در ۸ اکتبر به دروازه‌های کابل می‌رسد و دو روز بعد کنترل شهر را در دست می‌گیرد. امیر چند روزی در ارگ شاهی مقاومت نمود اما ارگ نیز بر اثر بمباران در ۱۳ اکتبر تصرف می‌شود.

## ۱۷ اکتبر
نادر خان به‌طور رسمی وارد کابل می‌شود و یک گردهمایی از بزرگان و افراد تأثیرگذار تدویر می‌نماید تا برای حمایت شان از آن‌ها سپاس‌گذاری نماید. سخن‌گوی قبایل از وی عاجزانه درخواست می‌کند که تاج را قبول کند. وی در نخست به دلیل وضعیت سلامتی نامطلوب خود تاج را قبول نمی‌کند، اما در نهایت به علت اصرار مدام، تمامی اعضای گردهمایی رضایت نشان می‌دهند. اکثر ولایات طی مدت کوتاهی حکومت وی را می‌پذیرند. حبیب‌الله از کابل فرار می‌کند و به کوه دانیس در شمال، ولسوالی که قبیله وی در آن‌جا ساکن است، پناه می‌برد. اما وی در گردآوری نیروهای که حامی وی هستند ناکام می‌ماند و طی چند روزی همراه با تعدادی از مقامات ارشد حکومتی خود دست‌گیر گردیده و به کابل آورده می‌شوند. به درخواست هزاره‌ها و سایر قبایل که با حبیب‌الله دشمنی دارند، تمامی هجده نفر به تاریخ ۲ نوامبر اعدام می‌شوند. اولین قدم‌های امیر جدید تشکیل یک وزارت و شامل سازی نیروها در یک ارتش منظم است. وی به تاریخ ۱۹ اکتبر از طریق یک روزنامه پیامی به اروپا می‌فرستد و در آن ابراز امیدواری می‌کند که بتواند افغانستان را به‌سوی آبادی هدایت کند و آن را به یک کشور مدرن و مستقل مبدل نماید، مکتب‌ها را مجدداً باز کند و سرک، خط آهن و صنایع بسازد. وی خیلی اشتیاق داشت تا روابط دوستانهٔ با تمام ملت‌ها برقرار نماید، به‌ویژه با فرانسه که از آن با عطوفت خاص یاد می‌کند. وی در اواخر نوامبر یک اعلامیه صادر نموده و پالیسی دولت‌داری خود را در ده مورد خلاصه می‌نماید که شامل قرار داشتن قوانین اسلامی در مبنای دولت‌داری، منع کامل نوشابه‌های الکلی، تأسیس یک مکتب نظامی و زرادخانه تولید تسلیحات پیشرفته، تداوم روابط شاه امان‌الله با قدرت‌های خارجی، یک سیاست تعلیمی پیش‌رونده و تداوم شورای-دولت قبلی است.